# Paltse veldtocht
De Paltse veldtocht was een oorlog in de Palts tussen het keizerlijke leger van het Heilige Roomse Rijk en het leger van de Protestantse Unie. De aanstichter van de oorlog was Keizer Ferdinand II, die de protestantse keurvorst Frederik V van de Palts wilde straffen voor het aannemen van de kroon van Bohemen. Hij deed dit door hem – met hulp van het Spaanse Rijk – al zijn bezittingen te ontnemen en deze aan Maximiliaan van Beieren te geven. Dit zorgde voor een zodanige verandering in de balans tussen de protestantse en katholieke vorsten in Duitsland en de macht van het Huis Habsburg in het algemeen, dat de uitkomst van deze oorlog zorgde voor een ernstige escalatie van het conflict dat later de Dertigjarige Oorlog ging heten.

## Voorgeschiedenis

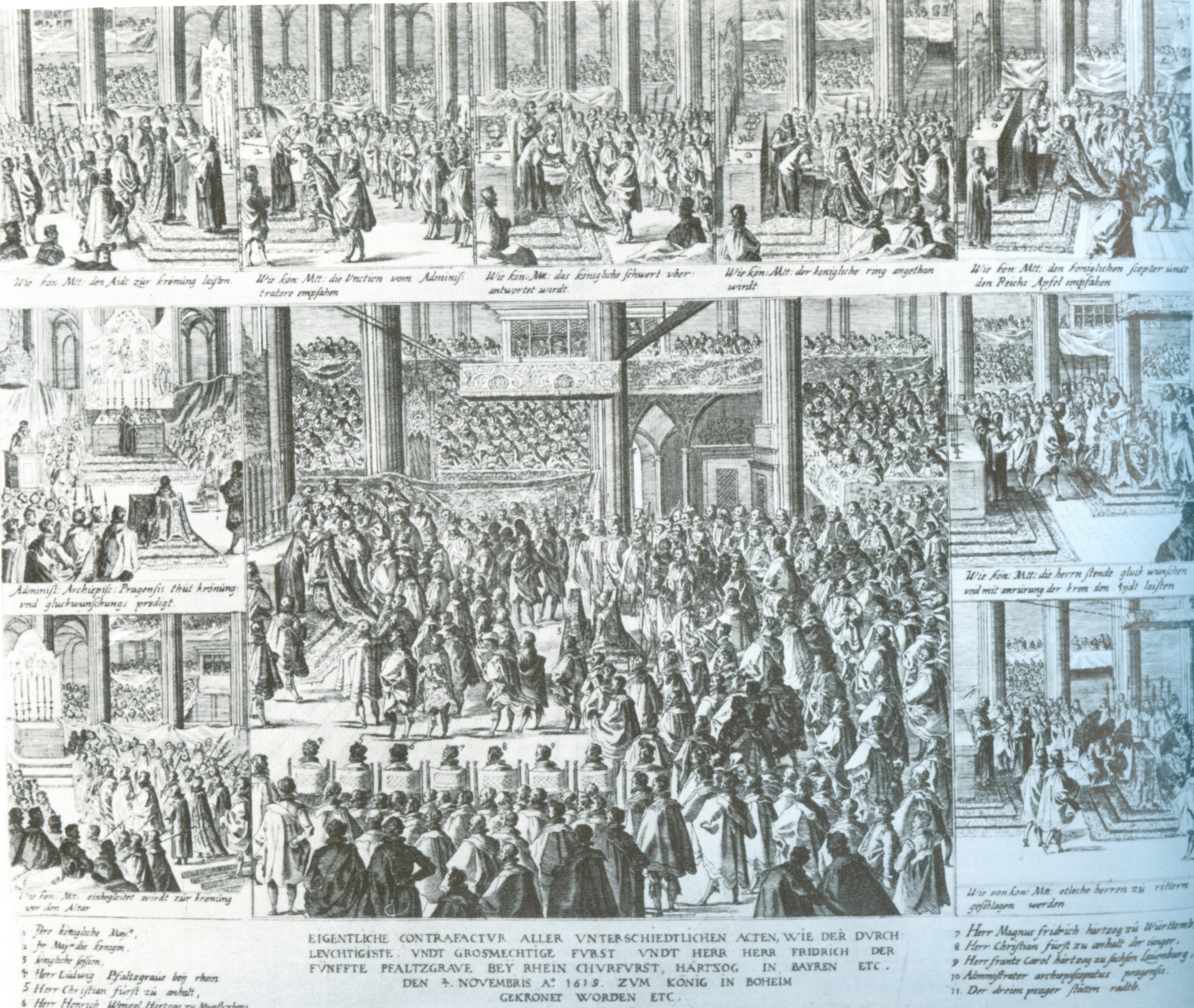
Kroning van Frederik V van de Palts tot koning van Bohemen, 4 november 1619

De Paltse veldtocht is een direct gevolg van de Boheemse Opstand. Deze opstand begon in 1618 toen de Staten van Bohemen besloten keizer Ferdinand II af te zetten als koning van Bohemen. De Staten gingen daarna op zoek naar een protestantse vorst, die bereid was de Boheemse kroon te dragen. De lutheraan Johan George I van Saksen weigerde echter, omdat hij geen heil zag in een confrontatie met de keizer. De ambitieuze, 23-jarige calvinist Frederik V van de Palts nam het aanbod wel aan. In augustus 1619 werd hij door de Staten tot koning gekozen. Veel mensen raadden hem ten zeerste af dit te doen, maar Frederik had machtige contacten in heel Europa. Zijn oom was Maurits van Oranje en zijn schoonvader Jacobus I van Engeland. Ook zag hij het als een roeping om het calvinisme te bevorderen.
De keizer probeerde de landen van de Boheemse kroon te heroveren, maar hij had vanaf het begin gebrek aan geld en soldaten. Hij moest daarom op zoek gaan naar bondgenoten. In oktober 1619 vond in München een conferentie plaats tussen de keizer en Maximiliaan van Beieren. Ook de Spaanse ambassadeur, Oñate was aanwezig. Oñate beloofde Maximiliaan geld en 1.000 man cavalerie uit de Zuidelijke Nederlanden, maar dat was niet genoeg voor Maximiliaan. Oñate stelde toen voor dat Maximiliaan onder de vlag van de Katholieke Liga de Palts veroverde en in plaats van Frederik keurvorst werd. Op 5 december 1619 gingen de leiders van de Katholieke Liga akkoord met het plan om 25.000 soldaten voor Maximiliaan te mobiliseren. Het voorstel van Oñate was ook in het voordeel van Spanje. Op 9 april 1621 liep het Twaalfjarig Bestand af en werd de oorlog tussen Spanje en de Republiek der Zeven Verenigde Nederlanden hervat. Een bezetting van de Palts kwam Spanje goed uit bij het transport van soldaten, oorlogsmaterieel en geld via de Spaanse Weg. De Spaanse regering ging voorjaar 1620 akkoord met het plan en stuurde 20.000 veteranen en een grote hoeveelheid geld en materieel naar de Zuidelijke Nederlanden onder leiding van militair strateeg Ambrogio Spinola. Maximiliaan trok met het leger van de Katholieke Leger naar Praag om de Boheemse Opstand neer te slaan.

## Verloop

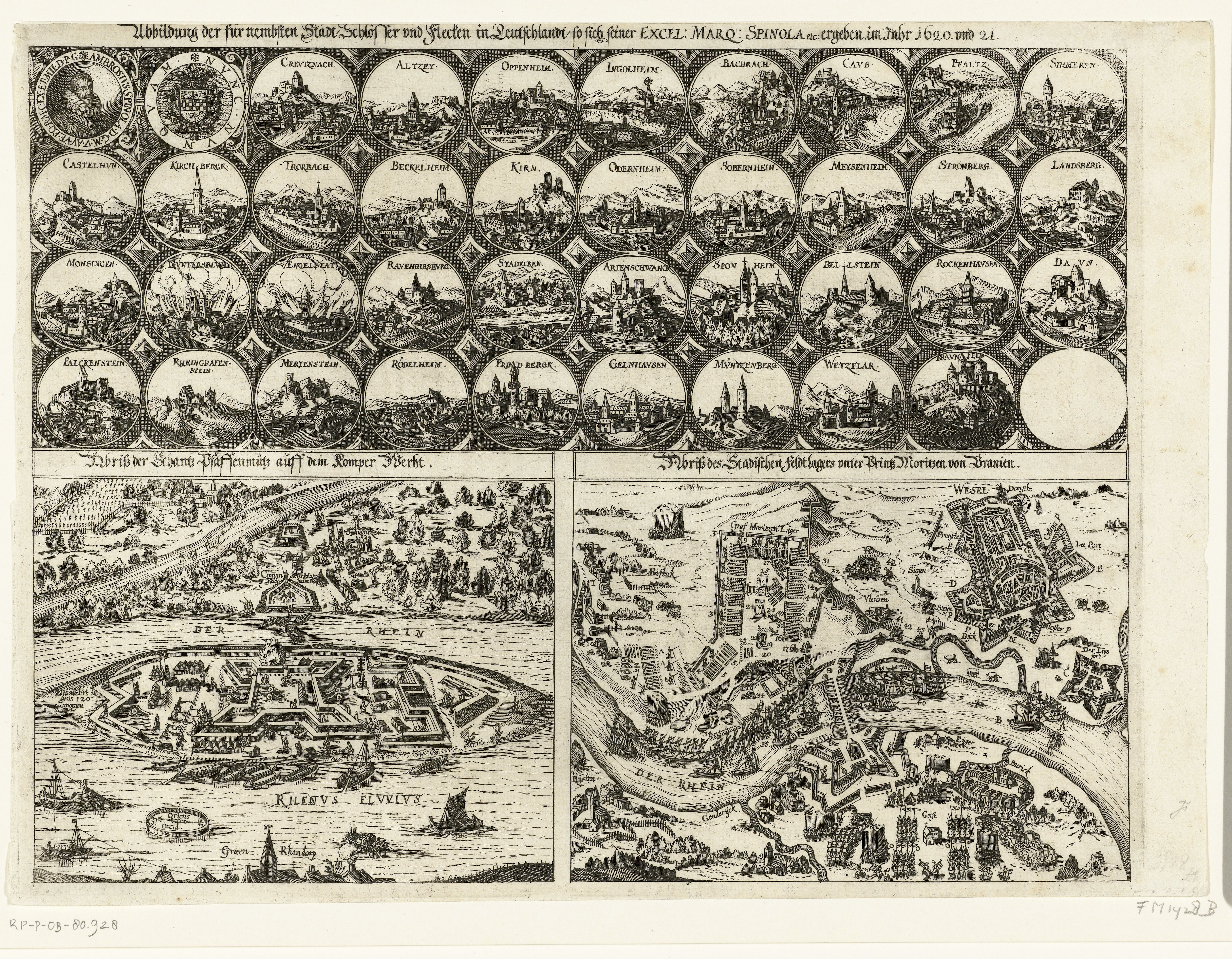
Afbeelding van alle door Spinola veroverde steden, 1620-1621, met daaronder Fort Papenmuts en de Tocht van Maurits naar Wesel tegen Spinola

Op 30 augustus 1620 viel Spinola de Palts binnen en veroverde de ene na de andere stad. Op 10 september werd Kreuznach ingenomen, gevolgd door de inname van Oppenheim op 14 september. Najaar 1621 trok hij richting de Republiek om de oorlog daar voort te zetten en werd de verovering van de Palts overgelaten aan het leger van de Katholieke Liga onder leiding van Johan t'Serclaes van Tilly. Ondertussen was het Boheemse leger verslagen in de Slag op de Witte Berg. Een deel van het Boheemse leger onder leiding van Ernst van Mansfeld bleef echter doorvechten. Deze trok in 1621 door Duitsland. In de nazomer van 1621 verdreef Tilly het leger van Mansfeld uit de Opper-Palts en besloot Mansfeld naar de Rijn te trekken. Maximiliaan bezette de Opper-Palts en Tilly achtervolgde het protestantse leger. Mansfeld kreeg daarbij steun van prins Maurits, die er belang bij had dat de Spanjaarden in de Palts zolang mogelijk beziggehouden werden, zodat ze geen bedreiging vormden voor de Republiek. Naast Mansfeld zetten ook George Frederik van Baden-Durlach en Christiaan van Brunswijk-Wolfenbüttel de strijd van Frederik voort. Deze laatste had het geld om een kleine troepenmacht te verzamelen.

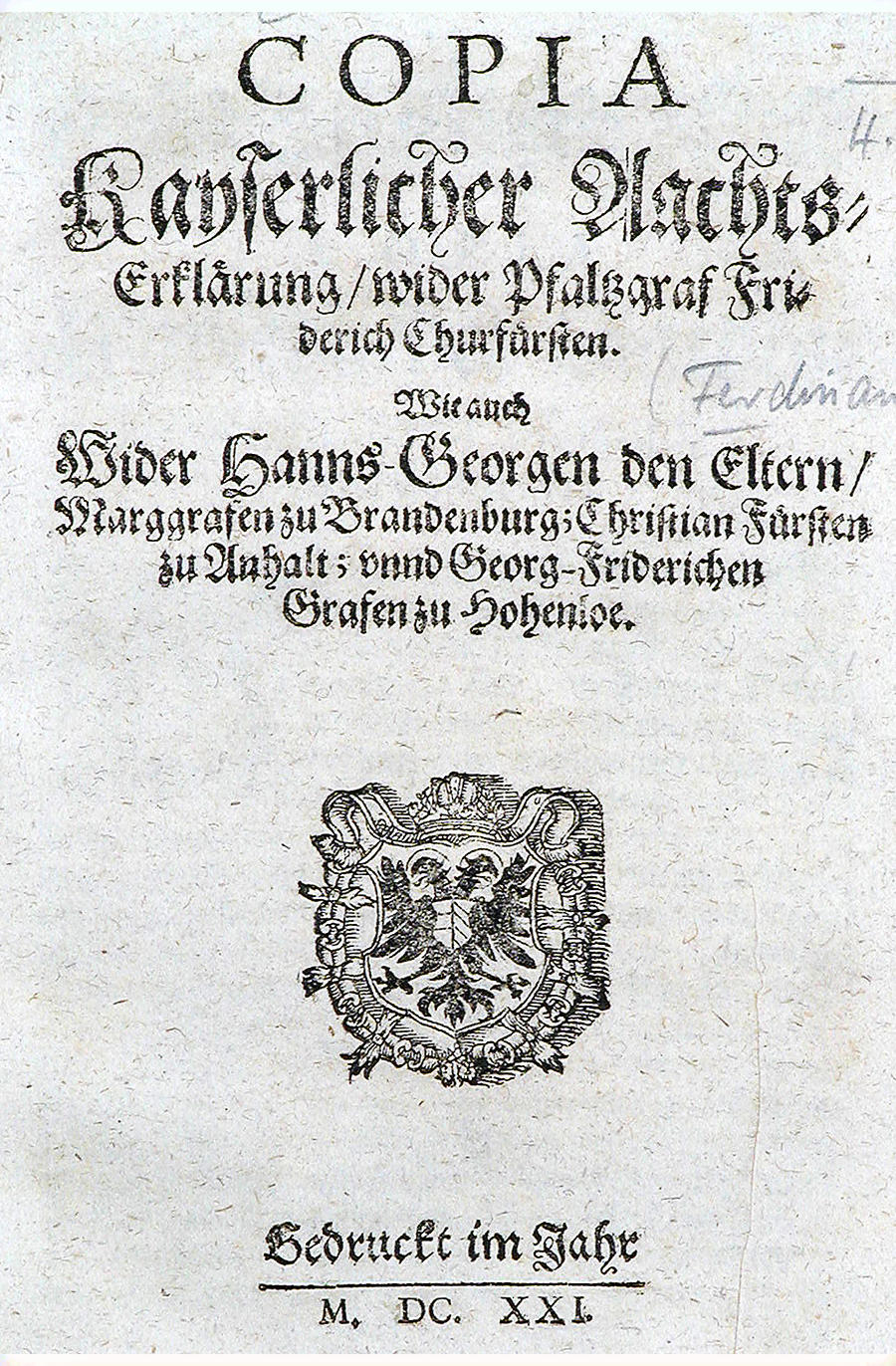
Rijksban tegen Frederik V van de Palts, enz. 1621.

Op 29 januari 1621 werd Frederik door de keizer in de ban gedaan, dat wil zeggen dat Frederik nu geen rechten meer had. In mei 1621 werden alle troepen van de Protestantse Unie gedemobiliseerd en werd ze opgeheven. Frederik had nu niets meer te verliezen, waardoor de strijd om de Palts heviger werd en langer duurde dan nodig. De Slag bij Mingolsheim op 27 april 1622 tussen Tilly en Mansfeld werd door Mansfeld gewonnen. Mansfeld verzuimde echter dit succes te verzilveren. Dit gaf Tilly de tijd op zijn troepen te hergroeperen en te wachten op Spaanse versterkingen. Ondertussen maakten de protestanten een grote fout. Het leger van Mansfeld marcheerde naar de Noord-Palts, terwijl George Frederik naar Wimpfen trok, waar Tilly zich had teruggetrokken. Hier vond op 6 mei de Slag bij Wimpfen plaats, die eindigde in een overwinning voor Tilly. Daarna viel Tilly het markgraafschap Baden binnen, waarna George Frederik zich terugtrok uit de oorlog.

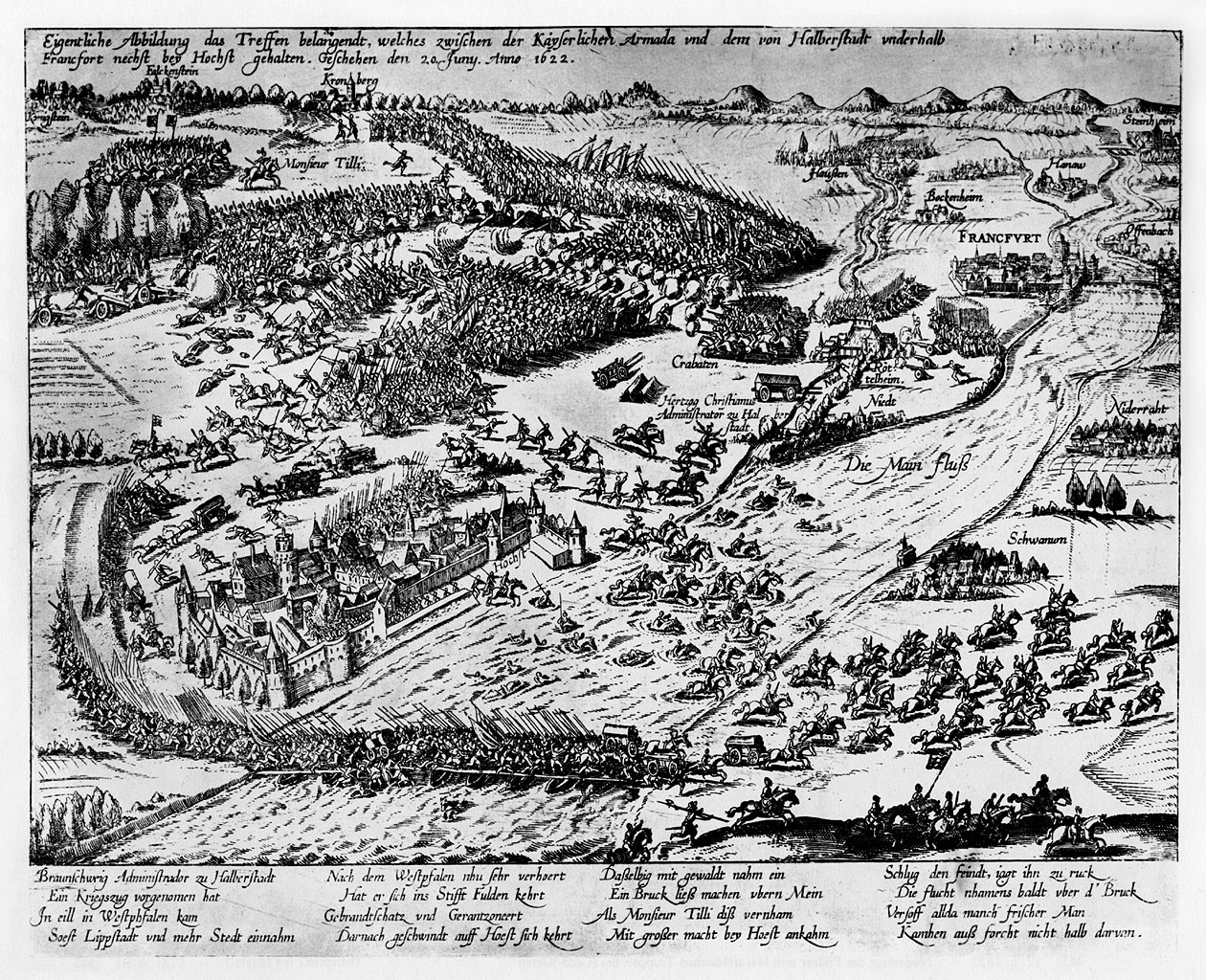
Slag bij Höchst, 20 juni 1622

De hoop van de protestanten was nu gevestigd op Christiaan van Brunswijk-Wolfenbüttel. Deze probeerde vanuit het noorden het leger van Mansfeld te bereiken. Onderweg belegerde hij de stad Höchst in het keurvorstendom Mainz en liet hij zijn soldaten de stad uitplunderen. Op 20 juni sneed Tilly hem de pas af in de Slag bij Höchst, waarbij het protestantse leger naar de Main werd teruggedreven. Christiaans troepen sloegen op de vlucht, waarbij ongeveer 2.000 man omkwamen, de meeste door verdrinking in de rivier. Toch wist Christiaan met ongeveer 11.000 soldaten en de oorlogskas te ontkomen over gereedliggende schipbruggen. Daarna werd zijn leger alsnog verenigd met dat van Mansfeld.

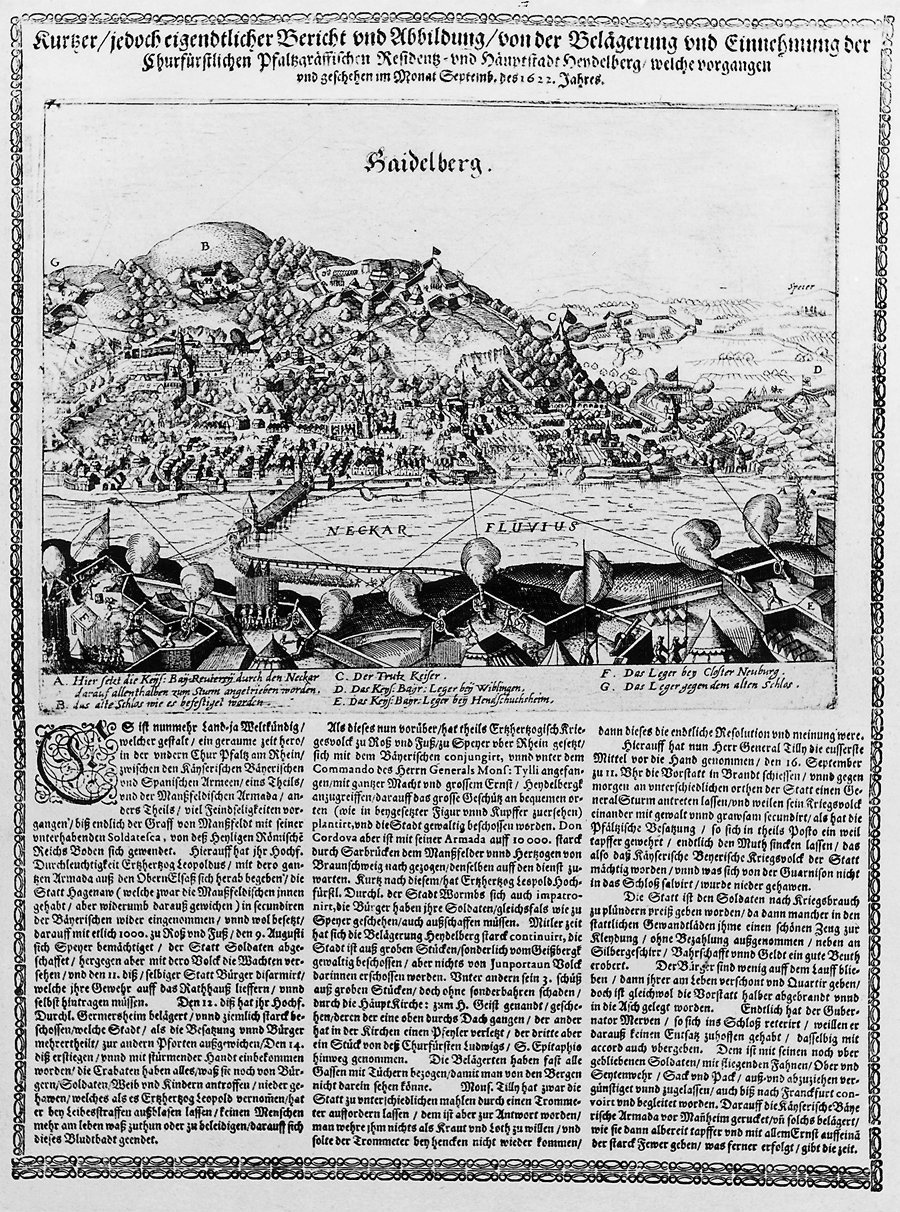
Nieuwsprent over het beleg van Heidelberg

In september 1622 nam Tilly Heidelberg in, de hoofdstad van de Palts en een belangrijk centrum van het calvinisme in Duitsland. De stad werd door de katholieken geplunderd, waarbij de beroemde boekencollectie van de keurvorst, de Bibliotheca Palatina in beslag genomen werd. Later dat jaar veroverde Tilly Mannheim en in maart 1623 Frankenthal. Mansfeld en Christiaan deden niets om dit te voorkomen. Mansfeld was inmiddels ontslagen door Frederik. In de zomer van 1622 trokken ze al plunderend door de Elzas en Lotharingen en gingen later in Nederlandse dienst. Op 22 augustus 1622 waren Christiaan en Mansfeld nog betrokken bij de Slag bij Fleurus. In oktober trokken beide veldheren naar het noorden om Bergen op Zoom te ontzetten.

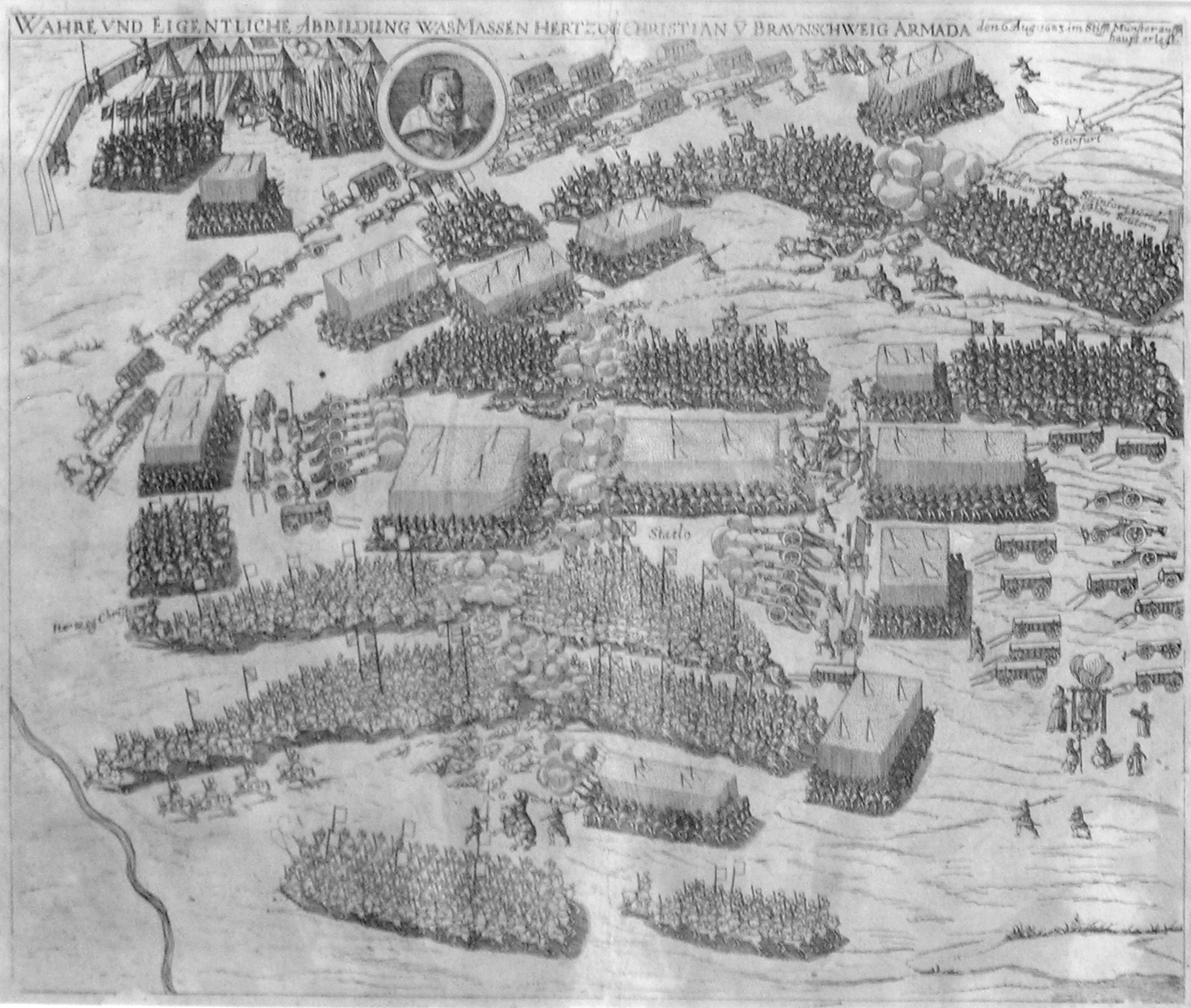
Slag bij Stadtlohn, 6 augustus 1623

Voorjaar 1623 ondernam Christiaan met steun van de Republiek een veldtocht in Duitsland vanuit Bredevoort. Zijn troepen bereikten het Nedersaksische Kreits, maar vanwege het uitblijven van ondersteuning door andere Duitse protestantse vorsten was Christiaan genoodzaakt een lange terugtocht naar Nederland te ondernemen. Op 6 augustus 1623 kwam het tot een confrontatie tussen Christiaan en Tilly in de Slag bij Stadtlohn. Het moerasachtige terrein en de overmacht van Tilly's leger zorgde ervoor dat twee derde van het protestantse leger gedood of gevangengenomen werd. Toen Christiaan Nederland bereikte had hij nog maat 5.500 soldaten over.
De Slag bij Stadtlohn markeert het einde van de Paltse fase van de Dertigjarige Oorlog. In Westfalen waren nog enkele brandhaarden, maar die konden in 1624 relatief gemakkelijk door het leger van de Katholieke Liga geblust worden. Frederik was nu zowel de landen van de Boheemse kroon als het keurvorstendom Palts kwijt. In februari 1623 werd Maximiliaan van Beieren keurvorst van de Palts. Omdat andere keurvorsten hiertegen protesteerden werd de titel niet-erfelijk gemaakt.

## Gevolgen
De Paltse veldtocht was in alle opzichten een overwinning voor de keizer. De keizer ging echter iets verder dan hij misschien had moeten doen. De rijksban tegen Frederik van de Palts zette kwaad bloed bij veel protestantse vorsten. De keizer probeerde de benoeming van Maximiliaan als keurvorst van de Palts wettig te maken door de erfgenamen van Frederik te onterven. Daarnaast was de machtsbalans in Duitsland sterk veranderd vergeleken met de situatie van voor 1618. Dit laatste zagen ook veel buitenlandse vorsten. Dit zorgde ervoor dat de oorlog met de protestantse vorsten bleef smeulen tot in 1625 Christiaan IV van Denemarken besloot zich met het conflict te bemoeien en de protestantse zaak te verdedigen.
- Nationale Bibliotheek van Tsjechië: ph549696